# Marcia Jones-Smoke
Marcia Jones-Smoke (née le 18 juillet 1941 à Oklahoma City) est une kayakiste américaine qui a participé aux Jeux olympiques d'été de 1964. Elle y remporte la médaille de bronze dans l'épreuve du K-1 500m.

## Palmarès

### Jeux olympiques
- Jeux olympiques de 1964 à Tokyo,  Japon
  -  Médaille de bronze en K-1 500 m